# Јужни пол
Јужни пол је најјужнија тачка на Земљи, што обухвата појмове јужног географског и јужног геомагнетног пола. Он је једна од две тачке где оса Земљине ротације пролази кроз површину планете. То је најјужнија тачка на површини Земље и лежи на супротној страни од Северног пола.
Јужни пол се налази на континенту Антарктику. На овој локацији се налази америчка поларна станица Амундсен-Скот, која је била успостављена 1956. године и била је перманентно у употреби од тог времена. Географски Јужни пол није исто што и Јужни магнетни пол.

## Географија
За већину намена, географски Јужни пол је дефинисан као јужна тачка од две тачке у којима Земљина оса ротације пресеца њену површину (друга тачка је на географском Северном полу). Међутим, земљина оса ротације је активно подложна малим „померањима” (поларно померање), тако да та дефиниција није адекватна за веома веома прецизне радове.
Географске координате Јужног пола су обично дате једноставно са 90°Ј, пошто је његова лонгитуда геометријски недефинисана или ирелевантна. Када је неопходно навести лонгитуду, може се дати вредност 0°. На Јужном полу, сви правци гледају на север. Из тог разлога, правци на полу се дају релативно на „северну мрежу”, што показује ка северу дуж меридијана. Дуж густих латитудних кругова, у смеру казаљки на сату је исток, и у супротном смеру је запад.
Географски Јужни пол је лоциран на континенту Антарктик (мада то није био случај током целокупне земљине историје због померања континената). Он седи поврх непрегледне, неплодне, ветровите и ледене висоравни на надморској висини од 2.835 m (9.301 ft), и лоциран је око 1.300 km (810 mi) од најближег отвореног мора у Заливу китова. Процењује се да је лед дебео око 2.700 m (9,000 ft) на полу, тако да је површина копна испод ледене плоче заправо у близини нивоа мора.
Поларна ледена плоча се помера брзином од око 10 m годишње у правцу између 37° и 40° западно северне мреже, и ка Веделовом мору. Стога се позиција станице и других вештачких обележја релативно помера током времена у односу на географски пол.
Географски Јужни пол је обележен колцем у леду као и малим знаком; они се померају сваке године током церемоније за Нову годину да би се компензовало за померање леда. Знак садржи запис о респективним датумима кад су Роалд Амундсен и Роберт Ф. Скот досегли до пола, чему следи пар њихових кратки цитата, и дата је елевација од 9.301 стопа. Нови колац за обележавање дизајнира и направи особље на локацији сваке године.

### Церемонијални Јужни пол
Церемонијални Јужни пол је област намењена прављењу фотографија на станици Јужног пола. Лоциран је неколико метара од географског Јужног пола, и састоји се од металне сфере на кратком бамбусном стубу, окружене заставама оригиналних држава потписница Антарктичке повеље.

### Историјски монументи
Амундсенов шатор: Шатор је подигла норвешка експедиција предвођена Роалдом Амундсеном по свом доласку 14. децембра 1911. Он је тренутно затрпан снегом и ледом у близини пола. Проглашен је историјским местом или монументом (ХСМ 80), по предлогу Норвешке на консултативном састанку Антарктичког уговора. Прецизна локација шатора није позната, али на бази прорачуна брзине померања леда и акумулације снега, сматра се да је 2010, лежао између 1,8 и 2,5 km (1,1 и 1,6 миља) од пола на дубини од 17 m (56 ft) испод садашње површине.
Аргентински јарбол за заставу: Стуб је подигнут на географском Јужном полу у децембру 1965. од стране Прве аргентинске копнене поларне експедиције, и био је проглашен историјским местом или монументом (ХСМ 1) по предлогу Аргентине на консултативном састанку Антарктичког уговора.

### Географски Јужни пол
Географски Јужни пол је тачка где земљина оса ротације пролази кроз површину Земље. Најчешће се под називом „Јужни пол“ подразумева управо ова тачка. Јужни пол се налази на Антарктику. Посматрач који стоји на Јужном полу гледа у свим правцима према северу.

### Геомагнетни Јужни пол
Јужни магнетни пол је један од два магнетна пола на Земљи. Он се налази у близини географског Јужног пола.

## Истраживање Јужног пола
Први људи који су дошли до Јужног пола су били Роалд Амундсен и његов тим, који су тамо стигли 14. децембра 1911. године. Амундсенов главни ривал, Роберт Фалкон Скот, је до њега стигао месец дана касније, тачније 17. јануара 1912. године. На повратку су Скот и цела његова експедиција умрли од глади и екстремне хладноће.
Амерички адмирал Ричард Берд је 29. новембра 1929. године постао први човек који је прелетео Јужни пол.

### 19. век
Године 1820, неколико експедиција је тврдило да су били први који су видели Антарктик, при чему је прва вероватно била руска експедиција предвођена Фабијаном Белингсхаузеном и Михаилом Лазаревим. До првог искрцавања је вероватно дошло нешто више од годину дана касније када је то учинио амерички поморски капетан Џон Дејвис.
Основна географија Антарктичке обале није била изучена до касног 19. века. Амерички поморски официр Чарлс Вилкс је коректно тврдио да је Антарктик био нови континент, базирајући своју тврдњу на истраживањима током 1839–40, док се Џејмс Кларк Рос, у својој експедицији из 1839–43, надао да ће моћи да плови све до Јужног пола. (Он је био неуспешан.)

### 1900–1950.
Британски истраживач Роберт Фалкон Скот на Истраживачкој експедицији током 1901–04 је био први који је покушао да нађе руту од Антарктичке обале до Јужног пола. Скот, заједно са Ернестом Шеклтоном и Едвардом Вилсоном, упутио се са намером да путује на југ колико год је то могуће, и дана 31. децембра 1902, досегли су 82°16′ ЈГШ. Шеклтон се касније вратио на Антарктик као вођа Британске антарктичке експедиције (Нимрод експедиција) у покушају да стигну до пола. Дана 9. јануара 1909, са три сапутника, досегао је 88°23' ЈГШ – 112 mi (180 km) од пола – пре него што су били присиљени да се врате.
Први људи који је досегли до географског Јужног пола су били Норвеђани Роалд Амундсен и његова група дана 14. децембра 1911. Амундсен је именовао свој камп Полхеим и целокупни плато који окружује пол Поље краља Хокона  у част краља Хокона VII Норвешке. Роберт Фалкон Скот се вратио на Антарктик са својом другом експедицијом, Тера Нова експедиција, иницијално несвестан Амундсенове тајне експедиције. Скот и четворо његових људи су досегли Јужни пол 17. јануара 1912, тридесет четири дана након Амундсена. На повратном путу, Скот и његови сапутници су сви умрли од глади и екстремне хладноће.
Године 1914. Ернест Шеклтонова Империјална трансантарктичка експедиција се упутила с намером преласка Антарктика преко Јужног пола, али је његов брод, Издржљивост, био замрзнут у напакованом леду и потонуо је 11 месеци касније. Путовање преко континента није било изведено.
Амерички адмирал Ричард Берд, уз помоћ свог првог пилота Бернта Белчена, постао је прва особа која је прелетела преко Јужног пола 29. новембра 1929.

### 1950–садашњост
Људи нису поновно крочили на Јужни пол до 31. октобра 1956, кад се тим предвођен Џорџом Дуфеком припадником америчке морнарице спустио тамо авионом R4D-5L Skytrain (C-47 Skytrain). Америчка Поларна станица Амундсен-Скот је успостављена ваздушним путем током 1956–1957 ради Међународне географске године, и у њој константно борави особље од тог времена ради истраживања.
Након Амундсена и Скота, следећи људи који су досегли Јужни пол копненим путем (мада уз извесну ваздушну подршку) били су Едмунд Хилари (4. јануар 1958) и Вивијан Фукс (19. јануар 1958) и њихови тимови, током Комонвелтске трансантарктичке експедиције. Накнадно је било много експедиција које су стигле до Јужног пола копненим путем, укључујући оне које су предводили, Хавола, Крари и Финес. Прва група жена које се стигле копненим путем до пола су биле Пам Јанг, Џин Пеарсон, Луиз Џоунс, Ајлин Максавени, Кеј Линдси и Тери Тикхил 1969. године. Године 1978. Микеле Ајлин Рејни је постала прва жена која је презимила на Јужном полу.
Након успостављања базе за логистичку подршку Базни камп Патриот Хилс 1987. године, Јужни пол је постао доступнији за експедиције које нису под владиним покровитељством.
Дана 30. децембра 1989, Арвед Фукс и Рејнхолд Меснер су били први да пређу Антарктик преко Јужног пола без помоћи животиња или моторних возила, користећи само скије и уз помоћ ветра. Две жене, Викторија Е. Мурден и Ширли Метц досегле су пол копненим путем 17. јануара. 1989.
Најбрже путовање без подршке до географског Јужног пола од океана је 24 дана и један сат од Херкулесове увале и остварио га је 2011. норвешки пустолов Кристијан Ејд, који је надмашио ранији соло рекорд који је 2009. поставио Американац Тод Кармајкл од 39 дана и седам сати, и претходни групни рекорд постављен 2009. од 33 дана и 23 сата.
Најбрже соло (женско) путовање без подршке и помоћи до Јужног пола је извела Хана Макеанд из УК 2006. године. Она је превалила пут за 39 дана и 9 сати. Она је започела приступ 19. новембра 2006 и завршила 28. децембра 2006.
У лето 2011/12, засебне експедиције Норвежанина Александра Гаме и Аустралијанаца Џејмса Кастрисиона и Џастина Џоунса заједно су тврдили да је први прешли неподржани пут без паса или кајтова од Антарктичке обале до Јужног пола и назад.

## Клима и дан и ноћ
Током јужне зиме (март–септембар) на Јужном полу нема сунчеве светлости, и од 11. маја до 1. августа, током продужених периода сумрака, потпуно је тамно (осим месечине). У лето (септембар–март), сунце је константно изнад хоризонта и изгледа као да се креће по кругу у супротном смеру од казаљке на сату. Међутим, увек је ниско на небу, достижући максимум од 23,5° у децембру. Знатан део сунчеве светлости који досеже до површине бива рефлектован белим снегом. Овај недостатак топлоте од Сунца, у комбинацији са високом надморском висином (око 2800 m), узрокује да Јужни пол има једну од најхладнијих клима на Земљи (мада није најхладнија; рекорд држи регион у близини станице Восток, такође на Антарктику, који лежи на вишој елевацији). Температуре на Јужном полу су знатно ниже него на Северном полу, првенствено зато што је Јужни пол лоциран на високој алтитуди усред континенталне копнене масе, док је Северни пол на нивоу мора усред океана, који делује као топлотни резервоар.
Јужни пол је на надморској висини од 9.300 ft (2.800 m) мада се стиче осећај као да је 11.000 ft (3.400 m). Центрифугална сила од окретања планете повлачи атмосферу према екватору.
Средином лета, кад сунце достиже своју максималну елевацију од око 23,5 степена, високе температуре на Јужном полу у јануару су на −25,9 °C (−15 °F). Како шестомесечни дан истиче и Сунце почне да постаје ниже, температуре такође падају: оне достижу око −45 °C (−49 °F) у време заласка (касни март) и у време свитања (касни септембар). Средином зиме, просечна температура остаје стабилна на око −58 °C (−72 °F). Највиша температура икад забележена на поларна станици Амундсен-Скот је била −12,3 °C (9,9 °F) на Божић, 2011, а најнижа је била −82,8 °C (−117,0 °F) 23. јуна 23, 1982 (поређења ради, најнижа директно мерена температура било где на Земљи је −89,2 °C (−128,6 °F) на станици Восток 21. јула 1983, мада је −93,2 °C (−135,8 °F) било измерено индиректно помоћу сателита на источном Антарктику између Куполе А и Куполе Ф у августу 2010).
Јужни пол има пустињску климу, те прима веома малу количину преципитације. Влажност ваздуха је у близини нуле. Међутим, јаки ветрови могу да узрокују снежне сметове, и акумулација снега износи око 20 cm (8 in) годишње. Бивша купола која се види на сликама станице Амундсен-Скот делимично је затрпана због снежних олуја, а улаз у куполу је био редовно отваран булдожерима. Новије зграде су подигнуте на шиповима, тако да се снег не гради на бочним странама.
| Клима Јужног пола                                                                               | Клима Јужног пола | Клима Јужног пола | Клима Јужног пола | Клима Јужног пола | Клима Јужног пола | Клима Јужног пола | Клима Јужног пола | Клима Јужног пола | Клима Јужног пола | Клима Јужног пола | Клима Јужног пола | Клима Јужног пола | Клима Јужног пола |
| Показатељ \ Месец                                                                               | .Јан.             | .Феб.             | .Мар.             | .Апр.             | .Мај.             | .Јун.             | .Јул.             | .Авг.             | .Сеп.             | .Окт.             | .Нов.             | .Дец.             | .Год.             |
| ----------------------------------------------------------------------------------------------- | ----------------- | ----------------- | ----------------- | ----------------- | ----------------- | ----------------- | ----------------- | ----------------- | ----------------- | ----------------- | ----------------- | ----------------- | ----------------- |
| Апсолутни максимум, °C (°F)                                                                     | −14,4 (6,1)       | −20,6 (−5,1)      | −26,7 (−16,1)     | −27,8 (−18)       | −25,1 (−13,2)     | −28,8 (−19,8)     | −33,9 (−29)       | −32,8 (−27)       | −29,3 (−20,7)     | −25,1 (−13,2)     | −18,9 (−2)        | −12,3 (9,9)       | −12,3 (9,9)       |
| Максимум, °C (°F)                                                                               | −26,0 (−14,8)     | −37,9 (−36,2)     | −49,6 (−57,3)     | −53,0 (−63,4)     | −53,6 (−64,5)     | −54,5 (−66,1)     | −55,2 (−67,4)     | −54,9 (−66,8)     | −54,4 (−65,9)     | −48,4 (−55,1)     | −36,2 (−33,2)     | −26,3 (−15,3)     | −45,8 (−50,4)     |
| Просек, °C (°F)                                                                                 | −28,4 (−19,1)     | −40,9 (−41,6)     | −53,7 (−64,7)     | −57,8 (−72)       | −58,0 (−72,4)     | −58,9 (−74)       | −59,8 (−75,6)     | −59,7 (−75,5)     | −59,1 (−74,4)     | −51,6 (−60,9)     | −38,2 (−36,8)     | −28,0 (−18,4)     | −49,5 (−57,1)     |
| Минимум, °C (°F)                                                                                | −29,6 (−21,3)     | −43,1 (−45,6)     | −56,8 (−70,2)     | −60,9 (−77,6)     | −61,5 (−78,7)     | −62,8 (−81)       | −63,4 (−82,1)     | −63,2 (−81,8)     | −61,7 (−79,1)     | −54,3 (−65,7)     | −40,1 (−40,2)     | −29,1 (−20,4)     | −52,2 (−62)       |
| Апсолутни минимум, °C (°F)                                                                      | −41,1 (−42)       | −58,9 (−74)       | −71,1 (−96)       | −75,0 (−103)      | −78,3 (−108,9)    | −82,8 (−117)      | −80,6 (−113,1)    | −79,3 (−110,7)    | −79,4 (−110,9)    | −72,0 (−97,6)     | −55,0 (−67)       | −41,1 (−42)       | −82,8 (−117)      |
| Количина падавина, mm (in)                                                                      | 0,3 (0,012)       | 0,6 (0,024)       | 0,2 (0,008)       | 0,1 (0,004)       | 0,2 (0,008)       | 0,1 (0,004)       | Trace             | Trace             | 0,1 (0,004)       | 0,1 (0,004)       | 0,1 (0,004)       | 0,3 (0,012)       | 2,3 (0,091)       |
| Дани са падавинама (≥ 0.1 mm)                                                                   | 0,2               | 0,3               | 0,2               | 0,0               | 0,2               | 0,1               | 0,0               | 0,0               | 0,1               | 0,1               | 0,1               | 0,3               | 1,6               |
| Дани са снегом                                                                                  | 22,0              | 19,6              | 13,6              | 11,4              | 17,2              | 17,3              | 18,2              | 17,5              | 11,7              | 16,7              | 16,9              | 20,6              | 203,0             |
| Сунчани сати — месечни просек                                                                   | 406,1             | 497,2             | 195,3             | 0,0               | 0,0               | 0,0               | 0,0               | 0,0               | 34,1              | 390,6             | 558,0             | 616,9             | 2.698,2           |
| Сунчани сати — дневни просек                                                                    | 13,1              | 17,6              | 6,3               | 0,0               | 0,0               | 0,0               | 0,0               | 0,0               | 1,1               | 12,6              | 18,6              | 19,9              | 7,4               |
| Извор #1: (температуре, 1981–2010, екстреми 1957–садашњост)                                     |                   |                   |                   |                   |                   |                   |                   |                   |                   |                   |                   |                   |                   |
| Извор #2: (преципитација 1957–1988 и сунчаност 1978–1993), (подаци о снежним данима, 1961–1988) |                   |                   |                   |                   |                   |                   |                   |                   |                   |                   |                   |                   |                   |